# Anglars-Saint-Félix
Anglars-Saint-Félix è un comune francese di 684 abitanti situato nel dipartimento dell'Aveyron nella regione dell'Occitania.
Il suo territorio comunale è bagnato dalle acque del fiume Alzou.

## Società

### Evoluzione demografica
Abitanti censiti